# The Looking Glass War
The Looking Glass War (bra: A Guerra do Espelho) é um filme britano-estadunidense de 1969, dos gêneros drama, suspense e ação, escrito e dirigido por Frank Pierson, com roteiro baseado em romance de John le Carré.